# Ogólnoukraińska Bezpartyjna Organizacja Demokratyczna
Ogólnoukraińska Bezpartyjna Organizacja Demokratyczna (ZUBDO, Загальна українська безпартійна демократична організація) – ukraińska organizacja społeczno-polityczna, utworzona w 1897 w Kijowie z inicjatywy przedstawicieli Bractwa Tarasowców, a szczególnie Wołodymyra Antonowycza i Ołeksandra Konyśkiego.
Organizacja stawiała sobie za zadanie złączenie wszystkich ukraińskich organizacji w ukraińskiej części Imperium Rosyjskiego w jedną strukturę polityczną. Do organizacji należały wszystkie Hromady, działające w 20 miastach.
ZUBDO zorganizowała literackie wydawnictwo „Wik”, prowadziła księgarnię, organizowała jubileusze Szewczenki i innych pisarzy, udzielała pomocy ukraińskim działaczom prześladowanym przez administrację rosyjską.
Z czasem działalność ZUBDO zaczęła nabierać charakteru politycznego. W 1904 została zmieniona w Ukraińską Partię Demokratyczną (UDP), która w 1905 połączyła się z Ukraińską Partią Radykalną (URP), tworząc Ukraińską Partię Demokratyczno-Radykalną (UDRP).